# Дзанетти, Роже
Роже Дзанетти (итал. Roger Zanetti, 16 июля 1930, Ивердон-ле-Бен, Швейцария) — швейцарский хоккеист (хоккей на траве), нападающий.

## Биография
Роже Дзанетти родился 16 июля 1930 года в швейцарском городе Ивердон-ле-Бен.
Играл в хоккей на траве за «Серветт» и «Блэк Бойз» из Женевы.
В 1952 году вошёл в состав сборной Швейцарии по хоккею на траве на Олимпийских играх в Хельсинки, поделившей 7-8-е места. Играл на позиции нападающего, провёл 3 матча, мячей (по имеющимся данным) не забивал.
В 1960 году вошёл в состав сборной Швейцарии по хоккею на траве на Олимпийских играх в Риме, занявшей 15-е место. Играл на позиции нападающего, провёл 5 матчей, забил 3 мяча (по одному в ворота сборных Бельгии, Испании и Японии).